# Bernadette Beauvais
Bernadette Beauvais, née le 18 juin 1949 à Moissy-Cramayel (Seine-et-Marne), est une femme politique française. Suppléante de Jean-François Parigi, elle devient députée de Seine-et-Marne le 28 juillet 2021 à la démission de celui-ci.
Bernadette Beauvais annonce cependant ne pas vouloir être députée, préférant la fonction de maire d'Étrépilly, mais le devient néanmoins brièvement. Elle démissionne de son mandat de députée le 25 août 2021.